# Treechloop
De Treechloop is een hardloopwedstrijd over 11,5 km die jaarlijks in maart gelopen wordt in Maastricht. De wedstrijd wordt onder auspiciën van Stichting de Zweitlanceurs georganiseerd. De wedstrijd wordt gesponsord door ING, waardoor de loop vanaf 2009 Treech ING Loop gaat heten. In 2008 had de loop 401 deelnemers.

## Parcours
Het parcours van de Treechloop wordt gekenmerkt door voor Nederlandse begrippen grote hoogteverschillen. Men start in Maastricht vlak naast de Maas en vervolgens loopt het parcours evenwijdig aan de Maas richting België. Vervolgens beklimt men de Sint-Pietersberg die meteen het grootste obstaken in het parcours vormt. Nadat men het plateau van Caestert boven op de Sint-Pietersberg bereikt heeft, loopt men weer richting Nederland langs Casino Slavante, om vervolgens weer te finishen in Maastricht. Het grootste gedeelte van het parcours loopt over onverhard wegdek.